# Kalcitcsoport

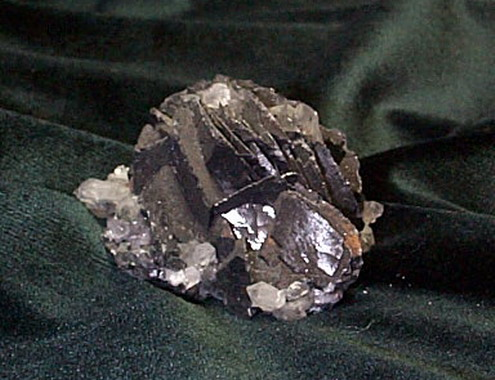
Fekete-kalcit ("máramarosi gyémánt").Lelőhely: Herzsa

A kalcitcsoport a VII.Borátok, karbonátok, nitrátok ásványosztályon belül a vízmentes karbonátok alosztályhoz tartozó önálló ásványcsoport. A trigonális karbonátok tartoznak a csoportba, melyek általános képlete: ACO3, ahol A lehet: Ca, Cd, Co, Fe, Mn, Mg, Ni és Zn.

## A kalcitcsoport tagjai
- Kalcit. (Névváltozata:mészpát) CaCO3.
- Magnezit. MgCO3.
- Otavit. CdCo3.
- Rodokrozit. (Névváltozata: málnapát) MnCO3.
- Smithsonit. ZnCO3.

- Szferokobaltit.

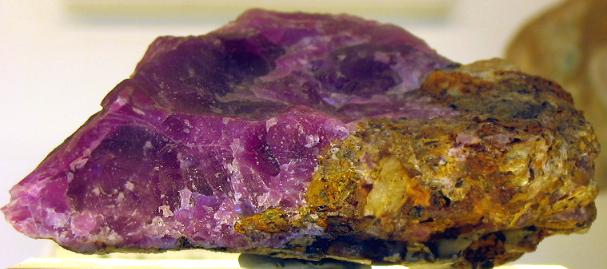
Szferokobaltit

  - Képlete: CoCO3, néha szennyezett, ekkor: (Co,Ca)CO3.
  - Sűrűsége: 4,13 g/cm³.
  - Keménysége: 4,0-4,5 a Mohs-féle keménységi skála szerint.
  - Színe: rózsaszín, rózsavörös, barna, fekete.
  - Porszíne: rózsaszín.
  - Fénye: üvegszerű, gyémántfényű.
  - Kristályalak: rombos szkaleonéder.
  - Jellemző összetétele:
  - Kobalt (Co)= 49,5%
  - Szén (C)= 10,1%
  - Oxigén (O)= 40,4%

- Sziderit. FeCO3.

- Vaterit. CaCO3. Hexagonális rendszerben kristályosodó kalcit.

- Gaspeit.
  - Képlete:(Ni,Mg,Fe2+)CO3.
  - Sűrűsége: 3,71 g/cm³.
  - Keménysége: 4,0  a Mohs-féle keménységi skála szerint.
  - Színe: világoszöld.
  - Porszíne: sárgászöld.
  - Fénye: tompán üvegfényű.
  - Kristályalak: rombos prizmák.
  - Jellemző összetétele:
  - Nikkel (Ni)= 32,6%
  - Magnézium (Mg) = 6,7%
  - Vas (Fe) = 5,2%
  - Szén (C)= 11,1%
  - Oxigén (O)= 40,4%

- Gregorit. (Névváltozata: nyerereit.)
  - Képlete: (Na,K,Ca)2CO3.
  - Sűrűsége: 2,27 g/cm³.
  - Keménysége: 3,0 a Mohs-féle keménységi skála szerint.
  - Színe: fehér.
  - Porszíne: fehér.
  - Fénye: tompán üvegfényű.
  - Kristályalak: rombos prizmák.
  - Jellemző összetétele:
  - Nátrium (Na)= 24,0%
  - Kálium (K) = 20,4%
  - Kalcium (Ca) = 3,5%
  - Szén (C)= 10,4%
  - Oxigén (O)= 41,7%